# Котульский, Александр Григорьевич
Александр Григорьевич Котульский (1886 — не ранее 1935) — подполковник 9-го Особого пехотного полка, герой Первой мировой войны, участник Белого движения.

## Биография
Происходил из мещан Волынской губернии. В 1909 году окончил Одесское пехотное юнкерское училище, откуда выпущен был подпоручиком в 1-й пехотный сибирский резервный Сретенский полк. 10 декабря 1910 года переведен в 37-й Сибирский стрелковый полк. Произведен в поручики 15 октября 1912 года.
В Первую мировую войну вступил в рядах 37-го Сибирского стрелкового полка. Удостоен ордена Св. Георгия 4-й степени
За то, что 9 февраля 1915 года в бою у д. Шарчалонки, под сильным ружейным и артиллерийским огнем выехал по совершенно открытой местности со взводом пулеметов и своим огнем заставил замолчать артиллерию противника, осыпавшую наши окопы снарядами, чем дал возможность нашим войскам удержаться на занимаемой позиции.
Произведен в штабс-капитаны 21 марта 1916 года «за выслугу лет», в капитаны — 7 июля того же года. 5 августа 1916 года переведен в 9-й Особый пехотный полк. Произведен в подполковники 7 июля 1917 года.
В Гражданскую войну участвовал в Белом движении в составе Вооруженных сил Юга России, полковник. Эвакуировался в декабре 1919 — марте 1920 года, на май 1920 года — в Югославии.
В 1922 году — в эмиграции в Югославии. Дальнейшая судьба неизвестна. Его жена Ольга Андреевна (р. 1893), их сын Артур (р. 1914) окончил Первый Русский кадетский корпус (1933), в 1988 году участвовал в 11-м съезде кадет в Каракасе.

## Награды
- Орден Святого Станислава 3-й ст. (ВП 17.05.1914)
- Орден Святого Владимира 4-й ст. с мечами и бантом (ВП 9.06.1915)
- Орден Святого Георгия 4-й ст. (ВП 8.07.1915)
- Высочайшее благоволение «за отличия в делах против неприятеля» (ВП 28.10.1915)